# فروغ، بخش دوم
فروغ، بخش دوم (به انگلیسی: The Glow Pt. 2) سومین آلبوم استودیویی از گروه موسیقی ایندی راک مایکروفونز است که سال ۲۰۰۱ میلادی منتشر شد و شاهکارشان به‌شمار می‌رود.